# Mentha cunninghamii
Mentha cunninghamii — вид губоцвітих рослин родини глухокропивових. Етимологія: вид названий на честь Аллана Каннінгама (1791 — 1839), англійського ботаніка й мандрівника.

## Опис
Багаторічна рослина від кореневищної до ± столонової, утворює розріджені клапті до 30 см у діаметрі; стебла від рідких до численних, дуже стрункі, від пурпурових до пурпурово-червоних, спочатку ± повзучі, в'ються або підіймаються на кінчику, зазвичай сильно гіллясті. Листки від яскраво-зеленого до жовто-зеленого забарвлення, сидячі або з короткими волосистими ніжками довжиною 2–4 мм; пластинка від широко-яйцюватої до ± округлої, 2–15 × 2–15 мм, гладка, ціла або неглибоко зубчаста, залозиста, верхівка округла. Квітки пахвові, запашні, поодинокі або по 1–3. Чашечка довжиною 3–4 мм, від вузько-дзвінчастої до дзвінчастої, ворсиста, залозиста; зубчики вузько-трикутні, гострі. Віночок білий, голий, довжиною ≈ 6 мм. Горішки завдовжки 1.0–1.3 мм, ± широко еліпсоїдні, злегка кутові, гладкі.
Період цвітіння: жовтень — квітень; період плодоношення: жовтень — червень.

## Поширення
Ендемік Нової Зеландії — Північний і Південний острови, Острови Чатем і Стюарт.
Вид від прибережного до альпійського. Розріджений компонент пасовищ та інших відкритих місць, таких як: скелі, береги річок і озер, час від часу зростає на заболоченій землі.